# Acanthogonyleptes
Genre
Synonymes
- Soerensenia Mello-Leitão, 1926
- Moreira Roewer, 1930
- Caldasiella Mello-Leitão, 1931
- Kaingangoides Piza, 1938
- Monocerodynus Mello-Leitão, 1940
- Xenoleptes Mello-Leitão, 1942
- Paranastus Roewer, 1943

Acanthogonyleptes est un genre d'opilions laniatores de la famille des Gonyleptidae.

## Distribution
Les espèces de ce genre sont endémiques du Brésil.

## Liste des espèces
Selon World Catalogue of Opiliones (21/08/2021) :
- Acanthogonyleptes alticolus (Mello-Leitão, 1922) ;
- Acanthogonyleptes asperulus (Roewer, 1930) ;
- Acanthogonyleptes dubius (Mello-Leitão, 1932) ;
- Acanthogonyleptes editus (Roewer, 1943) ;
- Acanthogonyleptes fallax (Mello-Leitão, 1932) ;
- Acanthogonyleptes fulvigranulatus (Mello-Leitão, 1922) ;
- Acanthogonyleptes marmoratus (Mello-Leitão, 1940) ;
- Acanthogonyleptes pictus (Piza, 1942) ;
- Acanthogonyleptes pulcher Mello-Leitão, 1922 ;
- Acanthogonyleptes pygoplus (Roewer, 1917) ;
- Acanthogonyleptes serranus (Soares, 1945) ;
- Acanthogonyleptes singularis (Mello-Leitão, 1935) ;
- Acanthogonyleptes soaresi (Mello-Leitão, 1944) ;
- Acanthogonyleptes variolosus (Mello-Leitão, 1940) ;
- Acanthogonyleptes wygodzinskyi (Soares & Soares, 1954).

## Publication originale
- Mello-Leitão, 1922 : « Some new Brazilian Gonyleptidae. » Annals and Magazine of Natural History, sér. 9, vol. 9, p. 329–348 (texte intégral).